# أوسكار عمر
أوسكار عمر (بالإنجليزية: Oscar Umar)‏ هو لاعب كرة قدم غاني، ولد في 20 فبراير 1993 في تامالي في غانا. لعب مع نادي سانت لويس.